# Томбето
Томбето е село в Северна България. То се намира в община Елена, област Велико Търново.

## География
Село Томбето се намира в планински район.

## История
Основано е непосредствено след Освобождението. Заселено от бежанци от Македония, които са купили имотите на местното турско население.В началото на 20 век има 18 къщи. Заедно със съседните махали Баир махала(Стръмна), Незир махала и Тилкилери(Лесиче) през 1934 година наброяват 46 къщи и 379 жители. През 1946 година жителите са 407, в 1956 - 220, а в 2021 - 0.
В спомените на старите хора бежанците са произхождали най-вече от кюстендилските села Сива кобила и Цървена ябълка. От регистрите за населението в Константин и Майско, както и от църковните регистри за кръщавки, венчавки и умирания към църквата„Светите Кирил и Методий“ в Константин, се установява, че заселените бежанци са и от селата Драгича, Бобошево, Паничери, Раково, Тишаново, Драмча, Кадровица, Звегор, Киселица, Страдалово, Ваксево, Ветрен и др.